# Natas do Céu

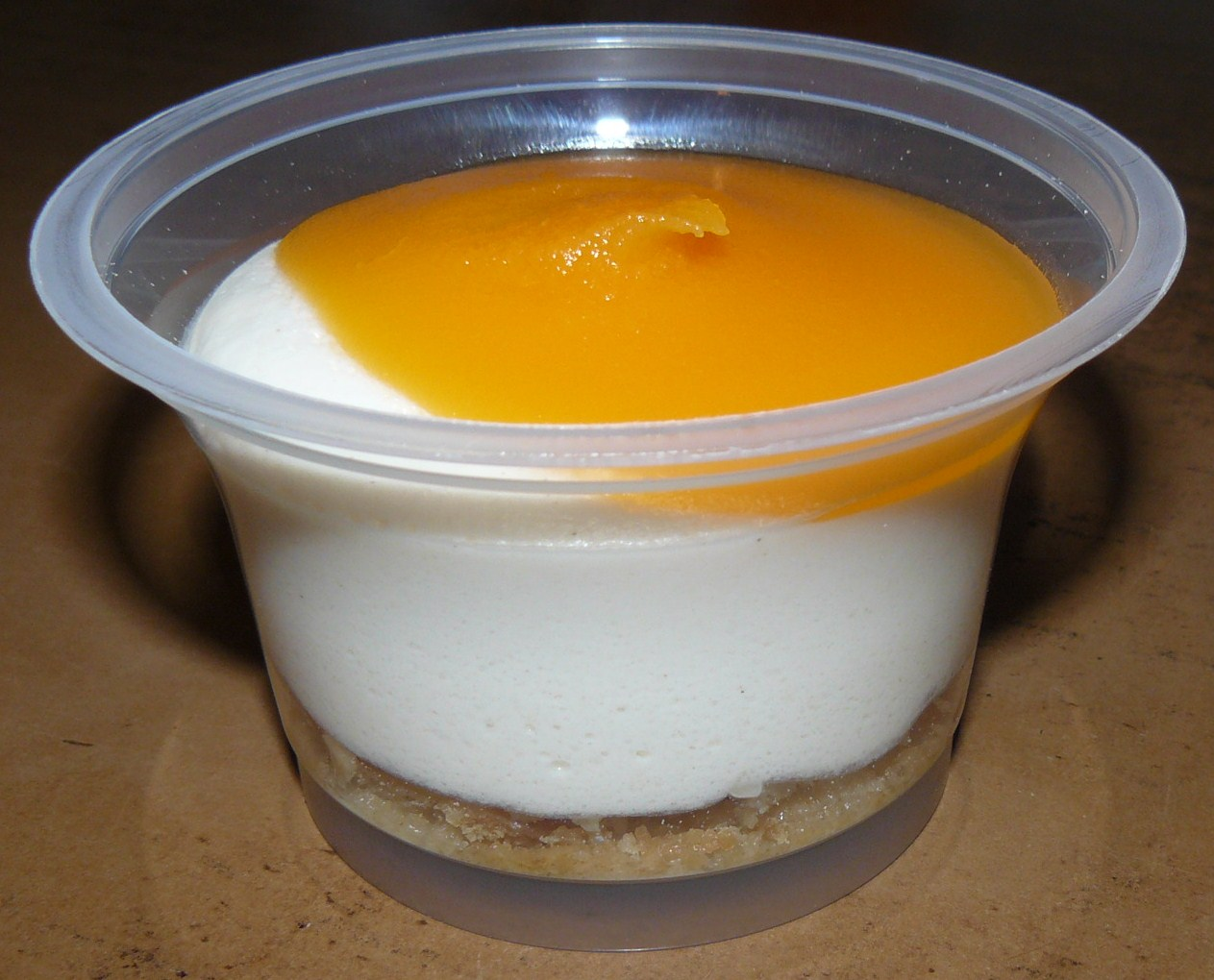
Gotowe Natas do Céu z supermarketu (widoczne trzy warstwy deseru)

Natas do Céu – rodzaj portugalskiego deseru.
Danie jest podawane na zimno w ceramicznych miseczkach. W sklepach można je kupić gotowe, w plastikowych kubeczkach. Składa się najczęściej z trzech warstw:
- na dnie poukładane są pokruszone słodkie ciasteczka,
- w środku znajduje się warstwa bitej śmietany,
- wierzch zdobi intensywnie żółty krem jajeczny (bezalkoholowy)[1].